# Marek Ostrowski
Pour les articles homonymes, voir Ostrowski.
Marek Ostrowski, né le 22 novembre 1959 à Skrwilno (Pologne) et mort le 6 mars 2017 à Stockerau (Autriche), est un footballeur polonais, qui évoluait au poste de défenseur au Wisła Płock, au Stoczniowiec Gdańsk au Zawisza Bydgoszcz, au Pogoń Szczecin, au VfB Mödling, au SV Stockerau et au SC Klosterneuburg 1912 ainsi qu'en équipe de Pologne.
Ostrowski marque un but lors de ses trente-sept sélections avec l'équipe de Pologne entre 1981 et 1987. Il participe à la coupe du monde de football en 1986 avec la Pologne.

## Carrière
- ?-1978 : Wisła Płock
- 1982-1989 : Stoczniowiec Gdańsk
- 1982-1989 : Zawisza Bydgoszcz
- 1982-1989 : Pogoń Szczecin
- 1989-1990 : VfB Mödling
- 1990-1995 : SV Stockerau
- 1995-? : SC Klosterneuburg 1912  [2]

## Palmarès

### En équipe nationale
- 37 sélections et 1 but avec l'équipe de Pologne entre 1981 et 1987.